# Discocharopa mimosa
Discocharopa mimosa é uma espécie de gastrópode  da família Charopidae.
É endémica da Austrália.